# Памятник Карлосу Мария де Альвеару
Конный памятник верховному правителю Аргентины генералу Карлосу Мариа де Альвеару в Буэнос-Айресе (исп. Monumento ecuestre a Carlos María de Alvear) работы Антуана Эмиля Бурделя расположен на площади Хулио де Кара, рядом с ледовым дворцом в самом центре района Реколета. Неподалёку находится также памятник его сыну Торкуато де Альвеару.
В 1912 году друг Антуана Бурделя аргентинский врач и коллекционер живописи и скульптуры Родольфо Алькорта предложил скульптору поучаствовать в объявленном властями Буэнос-Айреса конкурсе на проект памятника Карлосу де Альвеару. Выиграв конкурс и получив заказ 1 марта 1913 года, Бурдель работал над памятником более 10 лет. По условиям контракта, скульптор должен был закончить работу не позже июня 1915, однако этому помешала Первая мировая война. В 1925 году памятник был доставлен из Франции в Аргентину и установлен на своём нынешнем месте 12 октября 1926. Сам Бурдель считал памятник Альвеару одной из своих лучших работ.
Пятиметровая статуя генерала верхом на коне, выполненная в стилистике парадных конных памятников эпох Античности и Возрождения, установлена на четырнадцатиметровом пьедестале из розового гранита, имеющем площадь основания около 20 м². По углам постамента расположены четыре аллегорические бронзовые фигуры, символизирующие Силу, Свободу, Красноречие и Победу, созданные под влиянием древнегреческой скульптуры, а также Микеланджело. Фигуры отличаются друг от друга своими атрибутам: Сила держит в руке палицу, Свобода — виноградную лозу, Победа — меч, Красноречие изображено с открытым ртом и свитком в руке.